# 浪岡具統
浪岡 具統（なみおか ともむね）は、戦国時代の武将。陸奥国の名族浪岡氏の第8代当主。

## 生涯
父・具永の代に築かれた基礎をもとに勢力を拡大し、浪岡氏の最盛期をもたらした。しかし寺社修復などの文化面に力を入れたことで財政面で困窮を招き、浪岡氏の衰退の遠因も作ったという。

## 没年について
天文21年10月3日（1552年10月20日）に死去されたとしてきた。
2011年（平成23年）『補略』と総称される公家名簿の史料郡が学会に相次いで紹介され、父・具永、子・具運が死没されたとした年以降も生存を認識されており、河原御所の乱で殺害されたのは補略に記載がない浪岡具統である可能性が高いとしている

## 官歴
『歴名土代』による。
- 天文9年（1540年） 6月25日：従五位下、侍従

## 系譜
- 父：浪岡具永（1487-?）
- 母：不詳
- 妻：不詳
  - 男子：浪岡具運（1532-?）
  - 男子：浪岡顕範（?-1578）